# Gordon McCauley
Gordon McCauley, nascido a 9 de março de 1972 em Balclutha, é um ciclista neozelandês. Ganhou o UCI Oceania Tour de 2005-2006 graças às suas vitórias no Tour de Southland e a carreira em linha dos Campeonatos da Oceania de ciclismo ao fim do ano 2005.

## Palmarés
| 1996 - 2.º no Campeonato da Nova Zelândia em Estrada 1997 - Campeonato da Nova Zelândia em Estrada - 2.º no Campeonato da Nova Zelândia Contrarrelógio 2001 - Campeonato da Nova Zelândia em Estrada 2002 - Campeonato da Nova Zelândia Contrarrelógio - Campeonato da Nova Zelândia em Estrada - 1 etapa do Tour de Southland 2003 - Campeonato da Nova Zelândia Contrarrelógio - 1 etapa do Tour de Southland - Dwars door het Hageland 2004 - 2 etapas do Tour de Southland 2005 - Campeonato da Nova Zelândia em Estrada - Tour de Southland - 2.º no Campeonato da Nova Zelândia Contrarrelógio - Campeonato Oceânico Contrarrelógio - Campeonato Oceânico em Estrada | 2006 - UCI Oceania Tour - 1 etapa do Tour de Southland 2007 - 3 etapas do Tour de Wellington - 2.º no Campeonato da Nova Zelândia Contrarrelógio - 3.º no Campeonato da Nova Zelândia em Estrada - Campeonato Oceânico Contrarrelógio 2008 - 1 etapa Tour de Wellington - 1 etapa do Tour de Southland - 3.º no Campeonato da Nova Zelândia Contrarrelógio 2009 - Campeonato da Nova Zelândia em Estrada - 1 etapa do Tour de Southland 2010 - Campeonato da Nova Zelândia Contrarrelógio |